# Niklas Hedl
Niklas Hedl (* 17. März 2001 in Wien) ist ein österreichischer Fußballtorwart.

## Karriere

### Verein
Hedl begann seine Karriere beim SK Rapid Wien, bei dem er ab der Saison 2015/16 auch sämtliche Altersstufen in der Akademie durchlief. Im August 2018 debütierte er gegen die SV Schwechat für die Amateure der Wiener in der Regionalliga. In der Saison 2018/19 kam er zu 18 Einsätzen in der dritthöchsten Spielklasse. In der abgebrochenen Saison 2019/20 kam er zu neun Regionalligaeinsätzen. Zu Saisonende stieg er mit Rapid II in die 2. Liga auf. Im Juni 2020 stand er gegen den TSV Hartberg zudem erstmals im Kader der Bundesligamannschaft.
Sein Debüt in der zweithöchsten Spielklasse gab Hedl im September 2020, als er am ersten Spieltag der Saison 2020/21 gegen den FC Liefering in der Startelf stand. Im April 2023 wurde sein Vertrag vorzeitig bis Sommer 2027 verlängert.

### Nationalmannschaft
Hedl debütierte im März 2021 gegen Saudi-Arabien für die österreichische U-21-Auswahl. Bis zum Ende seines Jahrgangs im Juni 2022 kam er zu zwölf Einsätzen im U-21-Team.
Im November 2022 wurde er als Ersatz für den verletzten Daniel Bachmann erstmals fürs A-Nationalteam nominiert. Im selben Monat debütierte er dann gegen Andorra für die Nationalmannschaft. Im Mai 2024 wurde er in den vorläufigen Kader Österreichs für die EM 2024 berufen und schaffte es schlussendlich auch in den endgültigen Kader.

## Persönliches
Sein Vater Raimund (* 1974) war ebenfalls Fußballspieler. Sein Bruder Tobias (* 2003) steht ebenfalls bei Rapid unter Vertrag.